# European Union Contest for Young Scientists

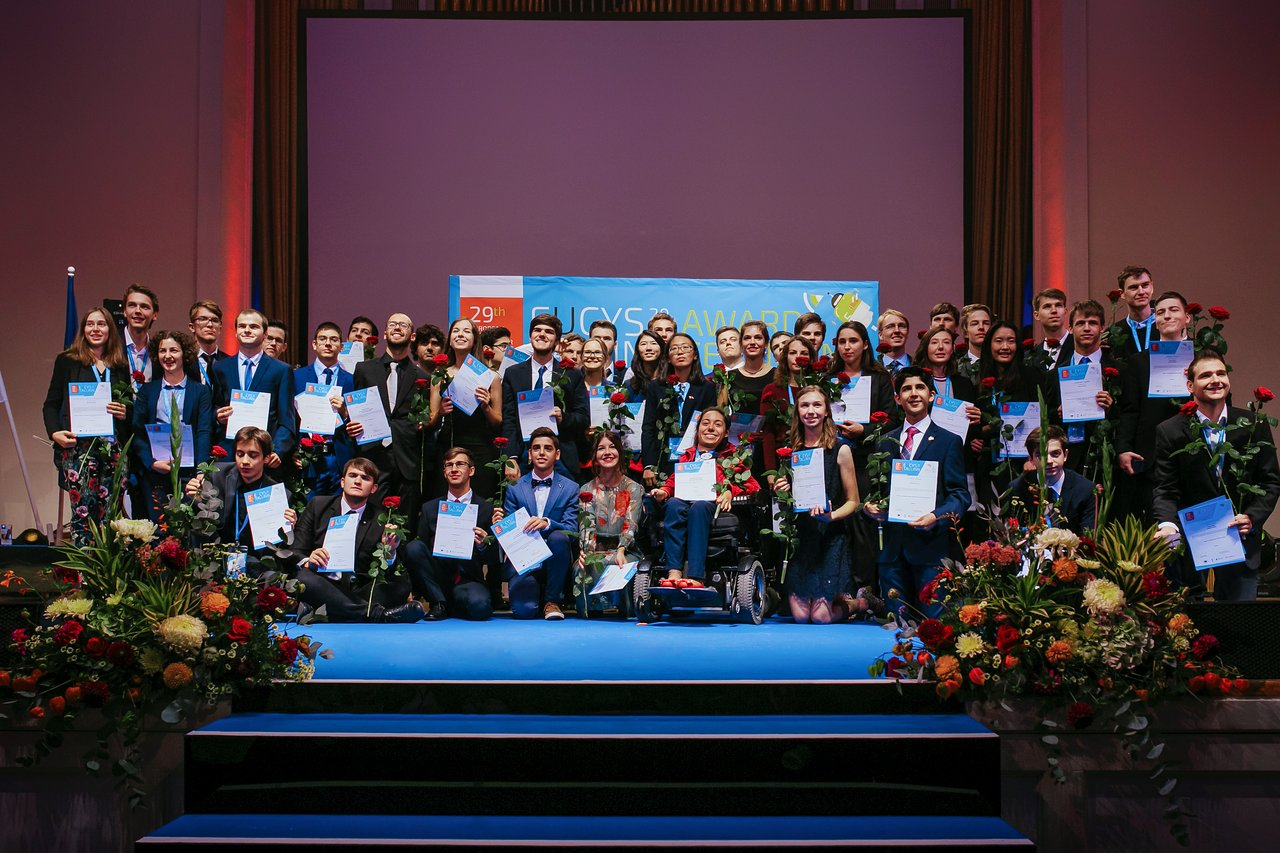
Gewinner des Wettbewerbs 2017 in Tallinn

Der European Union Contest for Young Scientists (EUCYS) ist ein Wissenschaftswettbewerb der Europäischen Union. Er fällt in den Zuständigkeitsbereich der Generaldirektion Forschung und Innovation der Europäischen Kommission. Der Wettbewerb soll den Austausch zwischen jungen Wissenschaftlern fördern. Er findet jährlich statt und steht ausgewählten Gewinnern der nationalen Wissenschaftswettbewerbe wie beispielsweise Jugend forscht (Deutschland) oder Jugend Innovativ (Österreich) offen.

## Geschichte
Der Wettbewerb wurde 1989 gegründet.
Ein Vorläufer-Wettbewerb wurde zwischen 1968 und 1988 jährlich durch die Firma Philips organisiert (European Philips Contest for Young Scientists and Inventors).
Die Idee dieses Wettbewerbs geht auf Kees Nijsen zurück, der im Bereich Öffentlichkeitsarbeit von Philips in Eindhoven tätig war und den Wettbewerb während der Philips-Zeit maßgeblich betreute.
Nachdem Philips 1968 zunächst einen auf die Benelux-Länder beschränkten Wettbewerb veranstaltet hatte, wurde dieser ab dem Folgejahr auf die meisten westeuropäischen Länder ausgeweitet. Zeitweise waren auch einzelne, ausgewählte nicht europäische Länder eingebunden. Das europäische Finale fand bis 1972 ausschließlich und später noch viermal im Evoluon in Eindhoven statt. Die anderen Austragungsstädte der Finale waren London (1973), Aachen (1974), Madrid (1976), Paris (1977, 1987), Oslo (1979, 1986), Amsterdam (1980), Brüssel (1981, 1988), Kopenhagen (1983) und Barcelona (1985).
Zu den aus Deutschland stammenden Juroren gehörten Heinz Haber, Hoimar von Ditfurth und Wolfgang Wickler.
Zu den Preisträgern gehörten der Biologe Heinrich Haller (1973), der Biologe und Tierfilmer Andreas Moser (1974), der Neurobiologe Günther K. H. Zupanc (1977), der Mathematiker Jörg Bewersdorff (1979), der Mediziner und Pharmakologe Lutz Hein (1979, 1981), der Mathematiker und Mykologe Paul Diederich (1979) sowie der Historiker Alberto Montaner Frutos (1981). Insgesamt haben an den 19 internationalen Endrunden des von Philips veranstalteten Wettbewerbs 746 Nachwuchswissenschaftler teilgenommen, wobei 121 mit einem ersten Preis (Award) ausgezeichnet wurden. Davon stammten je 14 aus der Bundesrepublik Deutschland, Frankreich und Spanien, je 13 aus Großbritannien und der Schweiz, acht aus Dänemark, je fünf aus Norwegen und Schweden und zwei aus Finnland.

## Ausgaben des EU Contest for Young Scientists
| Jahr | Austragungsort | Land           | Erste Plätze |
| ---- | -------------- | -------------- | --- |
| 1989 | Brüssel        | Belgien        | (6) Mogens Markussen (DK), Stephan Schlitter (DE), Grace O’Connor / Sinead Finn (IRL), Lina Tomasella (IT), Nicola Kirk (UK) und Jean-Pierre Wyss / Matthias Zimmermann / Elmar Artho (CH)                                                              |
| 1990 | Kopenhagen     | Dänemark       | (6) Paul Vauterin / Bruno Callens (BE), Waltraud Schulze (DE), Annagh Minchin (IRL), Donatella Manganelli (IT), Brian Dolan / Lee Kiera / Ann Marie Malon (UK) und Marco Ziegler (CH)                                                                   |
| 1991 | Zürich         | Schweiz        | (7) Robert Nitzschmann (DE), Barry O’Doherty / Daniel Dundas (IRL), Paul Hoffmann (LUX), Angus Filshie (UK), Christian Tost / Sabine Zang (AT), Torkild Jensen (NO) und Hans Jacob Feder (NO)                                                           |
| 1992 | Sevilla        | Spanien        | (6) Hendrik Küpper / Frithjof Küpper / Martin Spiller (DE), Oliver Trapp (DE), Anders T. Skov (DK), Martin Hesselsoe (DK), Jean Byrne / Elizabeth Dowling (IRL) und Dominik Zeiter / Ewald Amherd / Reinhard Fubber (CH)                                |
| 1993 | Berlin         | Deutschland    | (6) Heinrik Mouritsen (DK), Lars Knudsen / Peter Andersen (DK), Albert Barmettler / Guenther Ederer (AT), Jan Kristian Haugland (NO), Rodger Toner / Donal Keane (IRL) and Maria Salvany Gonzalez / Antoni Camprubi I Cano / Fidel Costa Rodriguez (ES) |
| 1994 | Luxemburg      | Luxemburg      | (6) Oliver Krüger (DE), Eike Lau (DE), Jane Feehan (IRL), Christian Krause (DK), Henrik Strøm (NO) und Samuel Schaer (CH) |
| 1995 | Newcastle      | Großbritannien | (3) Sven Siegle (DE), Brian Fitzpatrick / Shane Markey (IRL) und Christopher Mead / Matthew Taylor (UK) |
| 1996 | Helsinki       | Finnland       | (3) Tobias Kippenberg (DE), Yann Ollivier (FR) und Wouter Couzijn (NL) |
| 1997 | Mailand        | Italien        | (3) Eike Hübner (DE), Fiona Fraser / Ciara McGoldrick / Emma McQuillan (IRL) und Christoph Lippuner / Antoine Wüthrich (CH) |
| 1998 | Porto          | Portugal       | (3) Gabor Bernath (HU), Paul Pak / Peter Weilenmann (AT) und Robert Carney / Matthew Thomas (UK) |
| 1999 | Thessaloniki   | Griechenland   | (3) Sarah Flannery (IRL), Sverrir Gudmumdsson / Pall Melsted / Tryggvi Thorgeirsson (IS) und Michał Książkiewicz (POL) |
| 2000 | Amsterdam      | Niederlande    | (3) Grzegorz Niedźwiedzki (POL), Joanne Daniel / Gemma Dawson / Ally Wilkie (UK) und Nickoloz Tchankoshvili (GE) |
| 2001 | Bergen         | Norwegen       | (3) Thomas Aumeyr / Thomas Morocutti (AT), Sebastian Abel (DE) und James Lee Mitchell (UK) |
| 2002 | Wien           | Österreich     | (3) Pawel Piotrowski (DE), Martin Etzrodt / Martin von der Helm (DE) und Lauri Kauppila (FI) |
| 2003 | Budapest       | Ungarn         | (3) Jana Ivanidze (DE), Uwe Treske (DE) und Gábor Németh (HU) |
| 2004 | Dublin         | Irland         | (3) Gerhard Schoeny / Martin Knoebel / Floreian Groessbacher (AT), Charlotte Strandkvist (DK) und Mario Chemnitz (DE) |
| 2005 | Moskau         | Russland       | (3) Igor Gotlibovitch / Renate Landig (DE), Javier Lopez Martinez-Fortun / Eliecer Perez Robaina (ES) und Silvana Konermann (CH) |
| 2006 | Stockholm      | Schweden       | (3) Michael Kaiser / Johannes Kienl (AT), Alexander Joos / Johannes Burkart (DE) und Tomasz Wdowik (POL) |
| 2007 | Valencia       | Spanien        | (3) Florian Ostermaier / Henrike Wilms (DE), Márton Spohn (HU) und Abdusalam Abubakar (IRL) |
| 2008 | Kopenhagen     | Dänemark       | (3) Magdalena Bojarska (POL), Martin Tkáč (SK) und Elisabeth Muller (UK) |
| 2009 | Paris          | Frankreich     | (3) Aleksander Kubica / Wiktor Pilewski (POL), Fabian Gafner (CH), Liam Mc Carthy / John D. O’Callaghan (IRL) |
| 2010 | Lissabon       | Portugal       | (3) Miroslav Rapčák / David Pěgřímek (CZ), Łukasz Sokołowski (POL), Dávid Horváth / Márton Balass (HU) |
| 2011 | Helsinki       | Finnland       | (3) Alexander Amini (IRL), Pius Markus Theiler (CH), Povilas Kavaliauskas (LT) |
| 2012 | Bratislava     | Slowakei       | (3) Mark James Kelly / Eric Doyle (IRL), Jakub Nagrodzki (POL), Philip Huprich / Manuel Scheipner / Daniel Zindl (AT) |
| 2013 | Prag           | Tschechien     | (3) Perttu Pölönen (SF), Ciara Judge / Emer Hickey / Sophie Healy-Thow (IRL), Frederick Turner (UK) |
| 2014 | Warschau       | Polen          | (3) João Pedro Estácio Gaspar Gonçalves de Araújo (POR), Mariana De Pinho Garcia / Matilde Gonçalves Moreira da Silva (POR) / Luboš Vozdecký (CZ) |
| 2015 | Mailand        | Italien        | (3) Sanath Kumar Devalapurkar (USA), Michał Bączyk / Paweł Piotr Czyż (POL), Lukas Stockner (DE) |
| 2016 | Brüssel        | Belgien        | (3) Ane Espeseth / Torstein Vik (NOR), Valerio Pagliarino (ITA), River Grace (USA) |
| 2017 | Tallinn        | Estland        | (3) Karina Movsesjan (CZE), Adam Jan Alexander Ohnesorge (CH), Danish Mahmood (CAN) |
| 2018 | Dublin         | Irland         | (3) Adrian Fleck und Anna Amelie Fleck (DE), Nicolas Fedrigo (CAN), Brendon Matusch (CAN) |
| 2019 | Sofia          | Bulgarien      | (4) Adam Kelly (IRL), Magnus Quaade Oddershede (DK), Alex Korocencev und Felix Christian Sewing (DE), Leo Li Takemaru und Poojan Pandya (USA) |
| 2020 | Salamanca      | Spanien        | (2) Feridun Balaban (TUR), Cormac Thomas Harris und Alan Thomas O’Sullivan (IRL) |
| 2021 | Salamanca      | Spanien        | (4) Marik Müller (DE), Viktor Stilianov Kolev (BUL), Carla Caro Villanova (ESP), Illia Nalyvaiko (UKR) |
| 2022 | Leiden         | Niederlande    | (4) Aditya Kumar und Aditya Joshi (IRL), Andreas Strommer und Michael Lukas Strudler (A), Meda Surdokaitė (LIT), Konrad Basse Fisker (DK) |
| 2023 | Brüssel        | Belgien        | (4) Maksymilian Gozdur (POL), Elizabeth Chen (CAN), Martin Stengaard Sørensen (DK), Afonso Jorge Soares Nunes, Inês Alves Cerqueira und Mário Covas Onofre (POR)                                                                                        |
| 2024 | Katowice       | Polen          | (4) Piotr Olbryś (POL), Nikhil Vemuri (USA), Lamia Music (AUT), Aleksandra Petkova (BUL) |